# Outlaw Kill
Outlaw Kill, im Deutschen auch veröffentlicht als Django – Sie kamen um zu töten und Wir kommen um zu töten, ist ein US-amerikanischer Western und Fernsehfilm aus dem Jahr 1999. Gedreht wurde der Film in Spanien.

## Inhalt
Nachdem in einer kleinen Stadt ein sich im Ruhestand befindender Outlaw von einem ehemaligen Komplizen getötet wird, sorgen sein Sohn und einige seiner alten Weggefährten gegen den Willen der restlichen Stadtbewohner für seine Beerdigung und schwören Rache zu nehmen. Nach einer Reihe von Abenteuern und Auseinandersetzungen mit Banditen und Indianern kommt es an der mexikanischen Grenze zum endgültigen Showdown.

## Kritik
Der Film hat in der Internet Movie Database eine durchschnittliche Wertung von 5,7 von 10 Sternen. Auf Rotten Tomatoes liegt die durchschnittliche Bewertung des Publikums bei 55 %.
Der Filmdienst urteilte, der Film sei ein „[a]ltbackener Western“ und biete „eine nostalgische Zitatensammlung“.

## Bemerkungen
- Der Bezug zum populären Western-Helden Django existiert nur im deutschen Titel der Veröffentlichung in der deutschsprachigen DVD-Sammlung Django Box als Django – Sie kamen um zu töten. Keiner der Protagonisten des Filmes trägt diesen Namen.
- Der Film ist im Englischen sowohl unter den Namen Outlaw Justice und Outlaw Kill, als auch The Long Kill erschienen.